# 青山幸実
青山 幸実（あおやま よしざね）は、江戸時代前期の摂津国尼崎藩の世嗣。官位は従五位下・大蔵少輔。

## 生涯
寛永15年（1638年）、尼崎藩の第2代藩主・青山幸利の嫡男として誕生した。正室は井上正利娘。
承応元年（1652年）、第4代将軍・徳川家綱に拝謁する。承応3年（1654年）に叙任するが、病弱を理由にまもなく廃嫡された。
代わって幸実の長男・幸督が誕生後に嫡子となった。

## 系譜
父母
- 青山幸利（父）
- 加藤明成の娘

正室
- 井上正利の娘

子女
- 青山幸督（嫡男） 生母は正室

幸実は加藤嘉明の外曾孫に当たる。幸実を通じて幸成系青山家と、江戸時代中期に宮津藩から忠高が養嗣子に入った宗家の丹波国篠山藩主青山家は現代まで嘉明の血統を伝えている。